# Rhizobotrya
Rhizobotrya é um género botânico pertencente à família Brassicaceae.